# Шћедорски канал
Шћедорски канал (негде и Шћедровски канал) је морски канал, односно мореуз, који се налази у Јадранском мору.
На западу нема праве природне границе. Као граница се може узети линија која иде од рта Подшћедро на западу острва Шћедро на увалу Загон код места Иван Долац на острву Хвар. На северу је овај канал ограничен острвом Хвар, а на југу с острвом Шћедро, по коме је добио и име. На истоку нема праве природне границе. Као граница се може узети линија која иде од рта Врхшћедро на истоку острва Шћедро ка Модрића баду на Хвару.